# Promozione Puglia 1982-1983
Nella stagione 1982-1983 la Promozione era sesto livello del calcio italiano (il massimo livello regionale). Qui vi sono le statistiche relative al campionato in Puglia.
Il campionato è strutturato in vari gironi all'italiana su base regionale, gestiti dai Comitati Regionali di competenza. Promozioni alla categoria superiore e retrocessioni in quella inferiore non erano sempre omogenee; erano quantificate all'inizio del campionato dal Comitato Regionale secondo le direttive stabilite dalla Lega Nazionale Dilettanti, ma flessibili, in relazione al numero delle società retrocesse dal Campionato Interregionale e perciò, a seconda delle varie situazioni regionali, la fine del campionato poteva avere degli spareggi sia di promozione che di retrocessione.

## Girone A

### Aggiornamenti
La Molfetta Sportiva, società di Prima Categoria pugliese (la serie immediatamente inferiore), si è fusa con l'A.S. San Paolo Bari diventando "Società Polisportiva Molfetta Sportiva".

### Squadre partecipanti
| Club                         | Città                      |
| ---------------------------- | -------------------------- |
| A.S.C. Acquaviva             | Acquaviva delle Fonti (BA) |
| F.C. AVIS Edilsport Altamura | Altamura (BA)              |
| U.S. Bitonto                 | Bitonto (BA)               |
| S.S. Cassano                 | Cassano Murge (BA)         |
| A.C. Cerignola               | Cerignola (FG)             |
| U.S. Corato                  | Corato (BA)                |
| A.S. Gravina                 | Gravina di Puglia (BA)     |
| S.P. Molfetta Sportiva       | Molfetta (BA)              |
| Pol. Mola                    | Mola di Bari (BA)          |
| S.S. Pro Gioia               | Gioia del Colle (BA)       |
| U.S. Rutigliano              | Rutigliano (BA)            |
| A.S. Ruvo                    | Ruvo di Puglia (BA)        |
| A.C. San Giovanni Rotondo    | San Giovanni Rotondo (FG)  |
| U.S. San Severo              | San Severo (FG)            |
| A.C. Triggiano               | Triggiano (BA)             |
| A.S. Valenzano               | Valenzano (BA)             |

### Classifica finale
|  | Pos. | Squadra              | Pt  | G   | V   | N   | P   | GF  | GS  | DR  |
|  | ---- | -------------------- | --- | --- | --- | --- | --- | --- | --- | --- |
|  | 1.   | Mola                 | 46  | 30  | 19  | 8   | 3   | 48  | 22  | +26 |
|  | 2.   | Corato               | 46  | 30  | 18  | 10  | 2   | 48  | 13  | +25 |
|  | 3.   | San Giovanni Rotondo | 40  | 30  | 17  | 6   | 7   | 44  | 25  | +19 |
|  | 4.   | Cerignola            | 39  | 30  | 14  | 11  | 5   | 38  | 22  | +16 |
|  | 5.   | Cassano              | 38  | 30  | 15  | 8   | 7   | 61  | 28  | +33 |
|  | 6.   | Triggiano            | 33  | 30  | 9   | 15  | 6   | 27  | 23  | +4  |
|  | 7.   | Altamura             | 29  | 30  | 12  | 5   | 13  | 32  | 28  | +4  |
|  | 8.   | Bitonto              | 28  | 30  | 10  | 8   | 12  | 32  | 31  | +1  |
|  | 9.   | Acquaviva            | 28  | 30  | 9   | 10  | 11  | 28  | 33  | -5  |
|  | 10.  | Molfetta             | 27  | 30  | 7   | 13  | 10  | 27  | 32  | -5  |
|  | 11.  | Rutigliano           | 27  | 30  | 9   | 9   | 12  | 27  | 39  | -12 |
|  | 12.  | San Severo           | 26  | 30  | 8   | 10  | 12  | 24  | 29  | -5  |
|  | 13.  | Ruvo                 | 24  | 30  | 7   | 10  | 13  | 18  | 34  | -16 |
|  | 14.  | Gravina              | 21  | 30  | 6   | 9   | 15  | 20  | 39  | -19 |
|  | 15.  | Pro Gioia            | 16  | 30  | 2   | 12  | 16  | 18  | 48  | -30 |
|  | 16.  | Valenzano            | 12  | 30  | 4   | 4   | 22  | 20  | 66  | -46 |
|  |      |                      | 480 | 480 | 166 | 148 | 166 | 510 | 510 | 0   |

Legenda:

         Promosso nel Campionato Interregionale 1983-1984.
         Retrocesso in Prima Categoria 1983-1984.
Note:
Due punti a vittoria, uno a pareggio, zero a sconfitta.
Il Mola è stato promosso in Interregionale dopo aver vinto lo spareggio con l'ex aequo Corato.

### Spareggio per il primo posto
|      | Risultato               |        | Luogo e data        |
| ---- | ----------------------- | ------ | ------------------- |
| Mola | 4-3 rigori (0-0 d.t.s.) | Corato | Bari, 8 maggio 1983 |
|      |                         |        |                     |

## Girone B

### Squadre partecipanti
| Club                               | Città                      |
| ---------------------------------- | -------------------------- |
| U.S. Calimera                      | Calimera (LE)              |
| Pol. Carovigno                     | Carovigno (BR)             |
| A.S. Castellana                    | Castellana Grotte (BA)     |
| S.S. Francavilla Calcio            | Francavilla Fontana (BR)   |
| A.C. Virtus Gallipoli              | Gallipoli (LE)             |
| A.C. Juventus Club Parola Carmiano | Carmiano (LE)              |
| A.C. Locorotondo                   | Locorotondo (BA)           |
| U.S. Lorenzo Mariano               | Scorrano (LE)              |
| A.C. Massafra                      | Massafra (TA)              |
| Pol. Matino                        | Matino (LE)                |
| U.S. Mesagne                       | Mesagne (BR)               |
| A.C. Ostuni Sport                  | Ostuni (BR)                |
| Pol. C.S.I. Parabita               | Parabita (LE)              |
| Pol. San Pietro                    | San Pietro Vernotico (BR)  |
| U.S. San Vito                      | San Vito dei Normanni (BR) |
| U.S. Tricase                       | Tricase (LE)               |

### Classifica finale
|  | Pos. | Squadra                  | Pt  | G   | V   | N   | P   | GF  | GS  | DR  |
|  | ---- | ------------------------ | --- | --- | --- | --- | --- | --- | --- | --- |
|  | 1.   | Ostuni                   | 44  | 30  | 16  | 12  | 2   | 42  | 18  | +24 |
|  | 2.   | Lorenzo Mariano          | 42  | 30  | 16  | 10  | 4   | 50  | 28  | +22 |
|  | 3.   | San Vito Normanni        | 39  | 30  | 14  | 11  | 5   | 31  | 18  | +13 |
|  | 4.   | Mesagne                  | 38  | 30  | 14  | 10  | 6   | 47  | 22  | +25 |
|  | 5.   | Virtus Gallipoli         | 37  | 30  | 14  | 9   | 7   | 48  | 23  | +25 |
|  | 6.   | Juventus Parola Carmiano | 32  | 30  | 11  | 10  | 9   | 33  | 28  | +5  |
|  | 7.   | Massafra                 | 28  | 30  | 8   | 12  | 10  | 25  | 24  | +1  |
|  | 8.   | Matino                   | 28  | 30  | 7   | 14  | 9   | 26  | 27  | -1  |
|  | 9.   | Francavilla              | 27  | 30  | 8   | 11  | 11  | 30  | 41  | -11 |
|  | 10.  | Carovigno                | 27  | 30  | 9   | 9   | 12  | 33  | 34  | -1  |
|  | 11.  | Castellana               | 25  | 30  | 6   | 13  | 11  | 22  | 33  | -11 |
|  | 12.  | CSI Parabita             | 24  | 30  | 6   | 12  | 12  | 30  | 39  | -9  |
|  | 13.  | San Pietro Vernotico     | 24  | 30  | 6   | 12  | 12  | 18  | 31  | -13 |
|  | 14.  | Locorotondo              | 24  | 30  | 6   | 12  | 12  | 17  | 31  | -14 |
|  | 15.  | Tricase                  | 21  | 30  | 7   | 7   | 16  | 22  | 41  | -19 |
|  | 16.  | Calimera                 | 20  | 30  | 6   | 8   | 16  | 33  | 69  | -36 |
|  |      |                          | 480 | 480 | 154 | 172 | 154 | 507 | 507 | 0   |

Legenda:

         Promosso nel Campionato Interregionale 1983-1984.
         Retrocesso in Prima Categoria 1983-1984.
Note:
Due punti a vittoria, uno a pareggio, zero a sconfitta.